# Кваліфікаційні відзнаки (Австро-Угорщина)

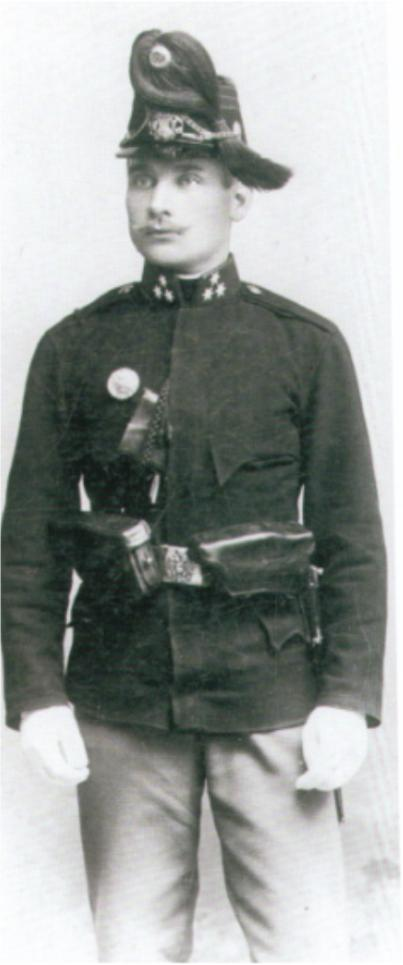
Цугсфюрер польової артилерії з кваліфікаційним жетоном.

Кваліфікаційні відзнаки — відзнаки-жетони для австро-угорських вояків за успіхи у вогневій та фаховій підготовці.

## Історія відзнаки
Запровадження кваліфікаційних відзнак жетонів пов’язане з проведенням модернізаційних реформ в збройних силах Австро-Угорщини в другій половині ХХ ст. Вдосконалення зброї та військової техніки вимагало від простих вояків високих фахових здібностей. Саме для заохочення вояцтва у бойовій підготовці і були затверджені дані відзнаки. Перший різновид жетону був введений у 1871 р., останній вже під час Першої світової війни у 1918 р. . 
Кваліфікаційні жетони не зникли після розпаду Австро-Угорщини. Вони існували в арміях новоутворених країн на теренах колишньої держави Габсбургів. Зокрема, жетон командира патруля королівської жандармерії проіснував в Угорщині до 1944 р. .

## Різновиди
У період 1871-1918 рр., було затверджено наступні жетони:.
Відмінний стрілець кінноти (1871);
Відмінний снайпер кінноти (1907, 1910);
Відмінний кіннотник (1883, 1906);
Відмінний навідник гармати (1883-1913);
Відмінний командир баштового гарматного розрахунку ВМС (1899);
Відмінний навідник ВМС (1899);
Відмінний стрілець-матрос ВМС (1891);
Відмінний далекомірник (1906);
Відмінний санітар (1906, 1915);
Відмінний сапер інженерних військ (1893, 1910);
Відмінний тесля інженерних військ (1906);
Відмінний телеграфіст (1906);
Відмінний їздовий артилерії (1906);
Відмінний їздовий обозу (1906);
Відмінний фахівець інтендант (1906);
Відмінний кулеметник (1908);
Відмінний горніст (1909);
Відмінний водій (1912);
Відмінний велосипедист (1914, 1917);
Відмінний артилерійській технік (1914,1917);
Відмінний коваль (1917);
Відмінний фахівець кавалерійського ремонту (1917);
Відмінний снайпер (1917);
Штурмовик (1918);
Проектувався також жетон для вояків Османської імперії, але проект не реалізувався.

## Опис відзнаки
Жетони були круглої форми, діаметром 45 мм. Носились на правій стороні грудей, вище нагрудної кишені.  З 1906 р. центральна частина жетону в підрозділах спільного війська та ландверу зафарбовувалась в чорний колір, гонведу - вчервоний. До кітеля жетон кріпився за допомогою зажиму. Жетони також могли носити і взимку на шинелі. Матеріалом виготовлення відзнаки був томпак. Деякі жетони за формою суттєво відрізнялись від більшості, зокрема жетон штурмовика. .

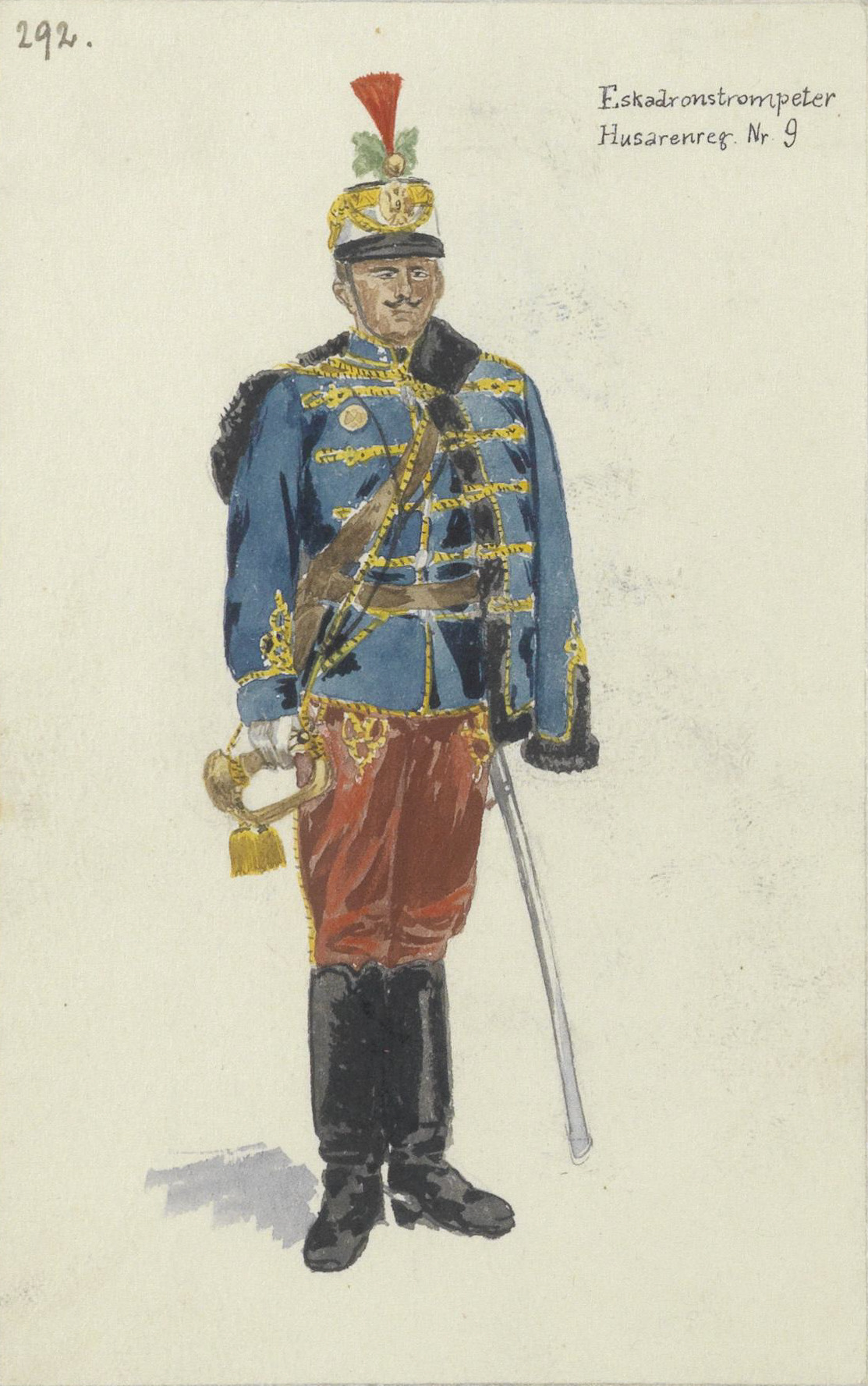
Корпораль, горніст 9-го Ц. і К. гусарського полку №9 в парадному однострої з жетоном.
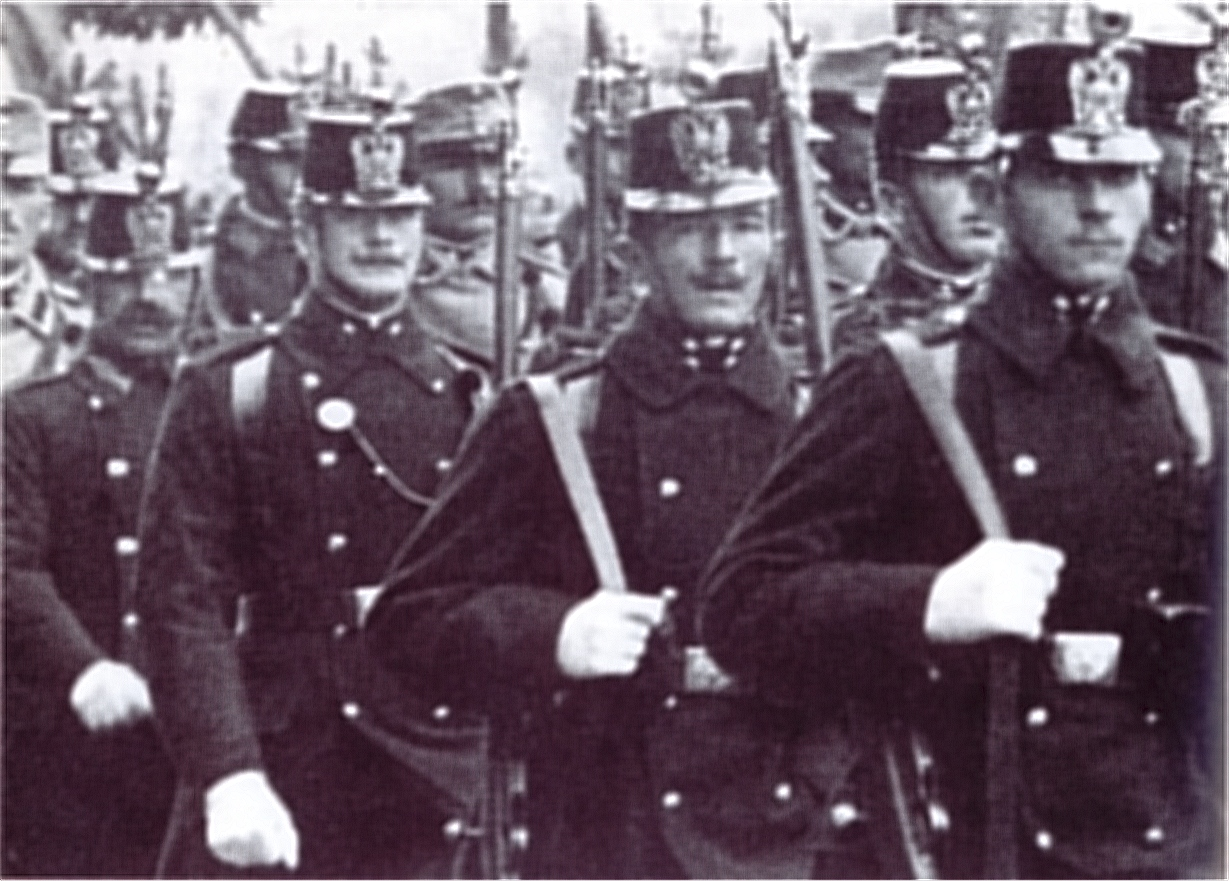
Приклад носіння жетону та кріплення до нього аксельбанта на шинелі вояка-піхотинця.